# Velká Bíteš
Velká Bíteš − miasto w Czechach, w kraju Wysoczyna.
Według danych z 31 grudnia 2003 powierzchnia miasta wynosiła 4 731 ha, a liczba jego mieszkańców 4 843 osób (2003).

## Demografia
| Rok             | 1970  | 1980  | 1991  | 2001  | 2003  | 2014  |
| --------------- | ----- | ----- | ----- | ----- | ----- | ----- |
| Liczba ludności | 3 435 | 4 272 | 4 652 | 4 889 | 4 843 | 5 064 |

Źródło: Czeski Urząd Statystyczny